# Corina Casanova
Corina Casanova, född 4 januari 1956 i Ilanz, är en schweizisk politiker (Kristdemokratiska folkpartiet). Hon var Schweiz förbundskansler 2008-2015.
Hon leder den löpande verksamheten vid det schweiziska förbundskansliet, som är landets regeringskansli, med ungefär 250 anställda.

## Biografi
Casanova är uppvuxen i byarna Tarasp och Ruschein i Graubünden, där hon också gick primärskola. Vid kantonsskolan i Chur avlade hon 1977 mogenhetsexamen. Därefter studerade hon juridik vid Universität Freiburg (Schweiz) och avgick 1982 med licentiatexamen. 1984 fick hon advokatbehörighet i kantonen Graubünden.
Casanova är medlem i Schweiz kristdemokratiska folkparti och talar sex språk: rätoromanska (dialekterna sursilvanska och vallader), tyska, franska, italienska, engelska och spanska.

### Yrkeskarriär
- 1984–1986: taleskvinna på förutvarande HD-chefsdomaren Giusep Nays advokatbyrå
- 1986–1990: delegat för Internationella rödakorskommittén i Sydafrika, Angola, Nicaragua och El Salvador
- 1992–1996: informationsansvarig på parlamentsförvaltningen
- 1996–1999: medarbetare i utrikesministerns stab
- 1999–2002: personlig medarbetare till den dåvarande förbundsrådsledamoten Joseph Deiss
- April 2002: utnämnd till ställföreträdande generalsekreterare på utrikesdepartementet
- 27 april 2005: vald till vicekansler, tillträdde den 1 augusti 2005
- 12 december 2007: vald till förbundskansler, tillträdde 1 januari 2008